# أبن تيب
أُبِن تَيِبْ (بالإنجليزية: OpenType)‏ هو نظام للخطوط الذكية طورته ميكروسوفت ثم انضمت إليها أدوبي، أُعلن عنه أول مرة في 1996 وبدأ إطلاق خطوط أُبِن‌تَيِبْ بأعداد معتبرة في 2000-2001. أتمت أدوبي تحويل كل مكتبتها من الخطوط في 2002. في 2007 أصبح أُبِن تَيِبْ معيارًا قياسيًا للمنظمة الدولية للمعايير تحت الاسم "Open Font Format".

## التاريخ
طورت ميكروسوفت وأدوبي أُبِن تَيِبْ ليخلف كلا من نسقي الخطوط تروتيب (TrueType) –الذي طورته أبل ورخصته منها ميكروسوفت– وتيب1 (Type 1) الذي طورته أدوبي.
حاولت ميكروسوفت ترخيص تقنية أبل الطباعية المتقدمة ”GX Typography“ في بداية التسعينيات وعندما رُفِض ذلك طورت تقنيتها الخاصة وأسمتها ”TrueType Open“ في 1994. في 1996 انضمت أدوبي إلى ميكروسوفت مضيفة دعم خطوط Type 1 واستخدم الاسم OpenType للتقنية الجديدة.
واصلت أدوبي وميكروسوفت تطوير وتنقيح أُبِن تَيِبْ خلال العقد التالي، وفي 2005 بدأت عملية جعل أُبِن تَيِبْ معيارا مفتوحا تحت مظلة المنظمة الدولية للمعايير (ISO)، تحت مجموعة MPEG والتي اعتمدت أُبِن تَيِبْ سابقا بالإشارة إليه. المعيار الجديد هو نفسه أُبِن تَيِبْ 1.4 مع اللغة المناسبة لمنظمة المعايير وتحت الاسم ”Open Font Format“. اكتمل التبني الأولي للمعيار الجديد في مارس 2007 ليصبح المعيار ISO/IEC 14496-22.

## الوصف
يستخدم أُبِن‌تَيِبْ تركيب ”sfnt“ العام لخطوط TrueType لكن يضيف العديد من خيارات الخطوط الذكية التي تحسن من إمكانات الخط الطباعية ودعم اللغات المختلفة. بيانات أشكال الحروف في أُبِن تَيِبْ يمكن أن تكون بنسقين مختلفين: نسق TrueType في جدول ’glyf‘ أو نسق الخطوط المضغوطة (CFF) في جدول ’CFF‘. بيانات أشكال CFF مبنية على لغة بوست سكربت المستخدمة في خطوط Type 2.